# マーサ・ジョンソン (第8代ウェントワース女男爵)
第8代ウェントワース女男爵マーサ・ジョンソン（英語: Martha Johnson, 8th Baroness Wentworth、旧姓ラブレス（Lovelace）、1665年頃/1667年頃 – 1745年7月18日）は、イングランド貴族。

## 生涯
第3代ラブレス男爵ジョン・ラブレスとマーサ・パイ（Martha Pye、初代準男爵サー・エドマンド・パイの娘）の娘として生まれた。
1693年3月11日、サー・ヘンリー・ジョンソン（1719年9月29日没）と結婚した。
1697年5月7日に父方の祖母にあたる第7代ウェントワース女男爵アン・ラブレスが死去すると、ウェントワース女男爵を継承、1702年4月1日に貴族院とアン女王に正式に承認された。その後、アン女王の戴冠式で貴族として出席した。
1745年7月18日に死去、26日に埋葬された。父の姉妹マーガレット（1671年4月14日没）の曾孫にあたる第6代準男爵サー・エドワード・ノエルが爵位を継承した。